# Campocraspedon elongatus
Campocraspedon elongatus är en stekelart som beskrevs av Nakanishi 1985. Campocraspedon elongatus ingår i släktet Campocraspedon och familjen brokparasitsteklar. Inga underarter finns listade.